# Hýľov
Hýľov (bis 1927 Hýlov, ungarisch „Hilyó“) ist eine Gemeinde im Osten der Slowakei mit 558 Einwohnern (Stand 31. Dezember 2024). Sie liegt im Okres Košice-okolie, einem Teil des Košický kraj.

## Geografie
Die Gemeinde Hýľov liegt etwa acht Kilometer westlich der Großstadt Košice (Stadtteil Myslava). Das 23,86 km² große Gemeindegebiet umfasst einen Talabschnitt der Ida, deren oberer Flussabschnitt hier Idka genannt wird. Nördlich und südlich begleiten Bergrücken das Flusstal, die zu den östlichsten Ausläufern des Slowakischen Erzgebirges zählen. Südlich des Dorfes Hýľov speist die Ida den Stausee Bukovec, dessen Fläche zu drei Vierteln zu Hýľov gehört. Die Talsperre wurden in den 1960er Jahren zur Sicherung der Wasserversorgung von Košice sowie für die Notkühlung des Stahlwerkes Košice errichtet. Die Ufer des Stausees sind weitgehend naturbelassen. Das Gemeindeareal ist von dichten Laubwäldern bedeckt, die nur durch wenige Rodungsinseln unterbrochen werden. Das Ortszentrum liegt auf einer Höhe von 490 m n.m., die höchsten Erhebungen im Gemeindegebiet erreichen 569 m n.m. (Podková), 656 m n.m. (Uhoľné) und 727 m n.m. (Holička). Die Idka nimmt zahlreiche Gebirgsbäche auf, unter anderem den Hlboký potok. Im Nordosten begrenzt der Fluss Myslavský potok das Gemeindegebiet, der in Košice in den Hornád mündet.
Zu Hýľov gehört der an der Idka gelegene Ortsteil Mexiko, der in den 1960er Jahren aus von Wildhütern angelegten Holzhäusern bestand. Später kamen einige Wochenendhäuser hinzu.
Nachbargemeinden von Hýľov sind Vyšný Klátov im Norden, Nižný Klátov im Nordosten, Bukovec im Osten, Šemša im Südosten, Hodkovce im Süden, Nováčany und Rudník im Südwesten sowie Zlatá Idka im Westen.

## Geschichte
Die erste schriftliche Erwähnung des Dorfes Hýľov stammt aus dem Jahr 1330. Herren von Hýľov waren damals die Čurkas, die ihren Besitz später auf die drei Söhne Tomáš, Mikuláš und Ján aufteilten. Zum Besitz gehörten Acker- und Wiesenflächen, der reichlich vorhandene Wald wurde gemeinsam verwaltet.
Ab 1332 kam es zu Konflikten mit den benachbarten Herren von Šemša und Malá Ida. Man einigte sich aber auf einen Kompromiss, der vorsah, dass künftige Erzfunde in den umstrittenen Gebieten gleichmäßig aufgeteilt werden sollten.
Bereits 1318 ist der Name des kleinen Flusses Hyle pothoca (Hýľe potok), der durch das Dorf fließt, in verschiedenen Besitzurkunden vermerkt. Der Ortsname Hýľov stammt vermutlich aus der Ableitung eines Personennamens. In den 1320er Jahren entstand die heutige Kirche St. Barbara und eine Pfarrei wurde gegründet, worauf Aufzeichnungen des päpstlichen Zehnten aus dem Jahr 1332 hindeuten.
König Ludwig belehnte 1367 Thomas Čurka und seinen Bruder erneut mit Hýľov und den Ländereien der Umgebung. Aber schon 1401 zog König Sigismund dieses Lehen wieder ein, nachdem in Hýľov und im benachbarten Bukovec Silbererze gefunden wurden. 1427 zählte man 18 bewohnte Höfe und insgesamt 140 Einwohner in Hýľov. Die 1540er Jahre waren vom Konflikt mit der Stadt Košice geprägt, die damals die Vorherrschaft über viele Dörfer der Umgebung anstrebte. 1446 beendete die Generalkongregation in Budapest diesen Streit mit dem Ergebnis, dass Košice (vorerst) nicht zum Zuge kam.
Nach dem Aussterben der regionalen Herrscherlinie fiel das Dorf an König Vladislav, der Hýľov schließlich im Jahr 1491 doch der Stadt Košice übergab. Im Jahr 1553 gab es in Hýlov elf Freisassen und nur noch etwa 60 Einwohner. Die Bevölkerungszahl verringerte sich weiter: so waren 1715 im Dorf noch neun Bauern und ein Bettler ansässig; im Jahr 1720 zählte man wieder elf Bauern.
Anders als in vielen umliegenden Dörfern kam es in Hýlov nicht zu einer nennenswerten Einwanderung Ungarisch sprechender Siedler aus dem Süden, was an der relativen Abgeschiedenheit gelegen haben mag. Deutsche und ungarische Familiennamen stammten aus der Periode der Zugehörigkeit zu Košice, als viele Namen von Beamten germanisiert bzw. magyarisiert wurden.
Von 1585 bis 1591 wirkte in Hýlov der evangelische Pfarrer Gregor Gosovský, der zuvor in Košice predigte.
1657 errichtete Graf Emanuel Zichy im Dorf ein Barockschloss. Viele Bauten der Adelsfamilie Zichy sind heute noch erhalten (Zichy-Schlösser, Palais Zichy in Bratislava).
Im Jahr 1828 erreichte die Einwohnerzahl von Hýlov mit 659 ihren vorläufigen Höhepunkt. 
Im 18. Jahrhundert wurde nahe der Idka Eisenerz abgebaut, das weiter oberhalb in Zlatá Idka weiter verarbeitet wurde. In der ersten Hälfte des 19. Jahrhunderts gab es auch in Hýlov einen Eisenhammer sowie eine Bierbrauerei. Im 19. Jahrhundert entstanden in der Dorfmitte ein Feuerwachturm und ein Wasserturm, im Osten des Dorfes ein aus zwei Klassenzimmern und der Lehrerwohnung bestehendes Schulgebäude. Die Einwohner arbeiteten hauptsächlich in der Land- und Forstwirtschaft. Ein Teil der Bevölkerung emigrierte nach Kanada und in die USA.
Nach dem Ersten Wiener Schiedsspruch gehörte Hýlov wie viele andere umliegende Gemeinden von 1938 bis 1945 noch einmal zu Ungarn.
Nach dem Zweiten Weltkrieg wurde auch in Hýlov eine KSČ-Ortsgruppe gegründet. In den 1950er Jahren gab es in Hýlov ein Standesamt, ein Pfarramt, eine Schule und die Freiwillige Feuerwehr. Die Straßenverbindung inklusive Buslinie von Košice über Hýlov nach Zlatá Idka besteht seit Anfang der 1960er Jahre.

## Bevölkerung
| Jahr                | 1994 | 2004    | 2014     | 2024     |
| ------------------- | ---- | ------- | -------- | -------- |
| Anzahl der Personen | 417  | 434     | 503      | 558      |
| Unterschied         |      | +4,07 % | +15,89 % | +10,93 % |

| Jahr                | 2023 | 2024    |
| ------------------- | ---- | ------- |
| Anzahl der Personen | 556  | 558     |
| Unterschied         |      | +0,35 % |

Nach den Ergebnissen der Volkszählung 2001 lebten in Hýľov 454 Einwohner, davon 99,34 % Slowaken
94,7 % der Bewohner bekannten sich zur römisch-katholischen Kirche.

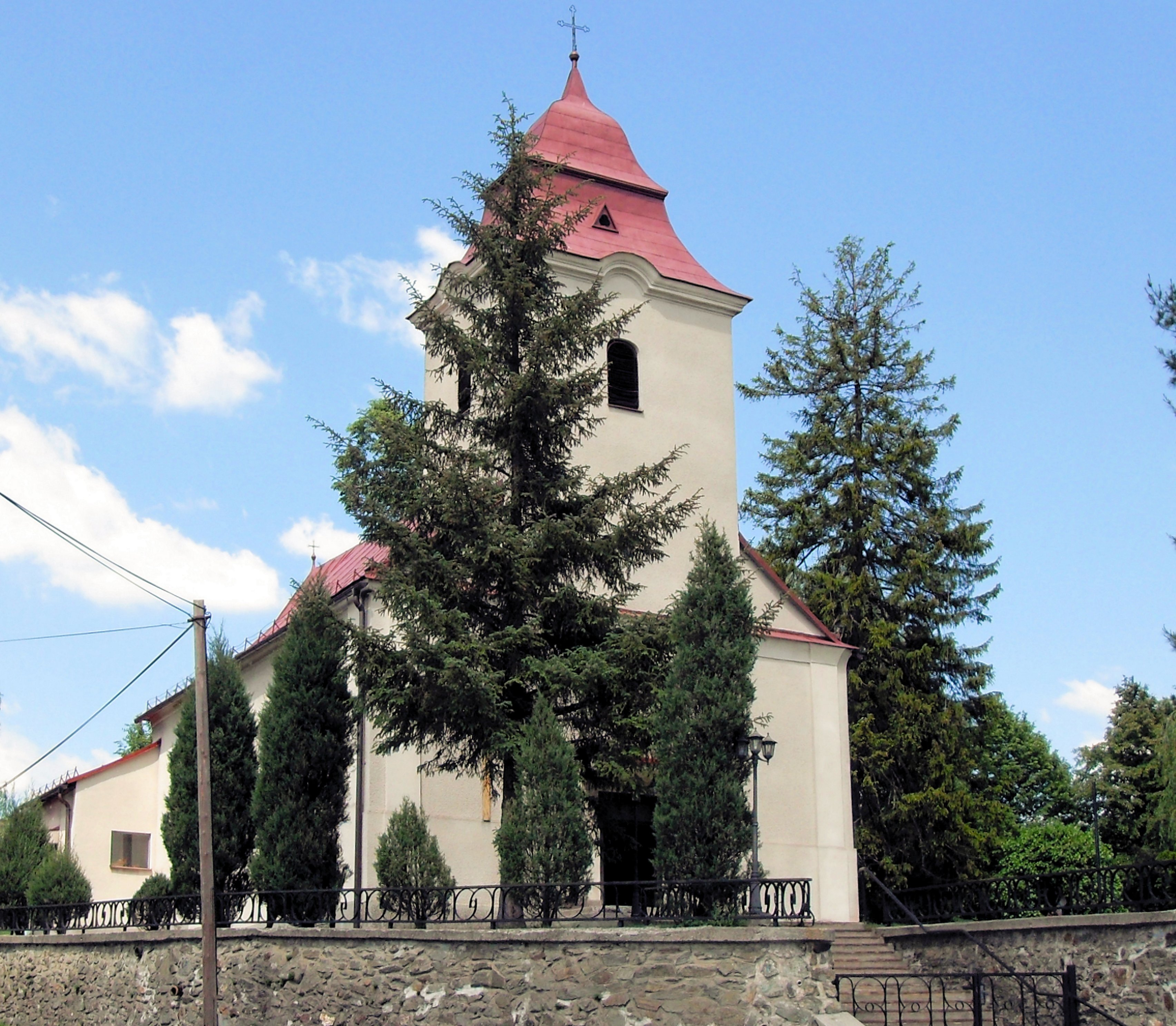
Römisch-katholische Kirche St. Barbara in Hýľov

## Sehenswürdigkeiten
- Die römisch-katholische Kirche St. Barbara (Rímskokatolícky kostol sv. Barbory) steht in der Ortsmitte.

## Wirtschaft und Infrastruktur
Seit jeher spielt die Land- und Forstwirtschaft die wichtigste Rolle in Hýľov. Neben einem sich entwickelnden Tourismus gibt es Arbeitsplätze für Pendler in der in und um Košice ansässigen Industrie.
Durch Hýľov verläuft die Hauptstraße von Košice über Nižný Klátov nach Zlatá Idka. Nach Košice bestehen regelmäßige Busverbindungen; vom nahen Košice aus bestehen Bahnverbindungen in alle Landesteile.